# Batman Forever (bande originale)
Cet article concerne la bande originale d'Elliot Goldenthal. Pour l'album des chansons du film, voir Batman Forever (album).
Albums de Elliot Goldenthal
Michael Collins
(1996) Butcher Boy
(1997)
Bandes originales de Batman
Batman Forever (album)
(1995) Batman et Robin
(1997)
Batman Forever: Motion Picture Score Album est l'album de la bande originale du film Batman Forever, tous deux sortis en 1995. La musique est composée par Elliot Goldenthal.

## Liste des titres
Toute la musique est composée par Elliot Goldenthal.
| 1.    | Main Titles & Fanfare                               | 1:50 |
| 2.    | Perpetuum Mobile                                    | 0:54 |
| 3.    | The Perils Of Gotham                                | 3:01 |
| 4.    | Chase Noir                                          | 1:45 |
| 5.    | Fledermausmarschmusik                               | 1:15 |
| 6.    | Nygma Variations (An Ode To Science)                | 6:02 |
| 7.    | Victory                                             | 2:37 |
| 8.    | Descent                                             | 1:07 |
| 9.    | The Pull Of Regret                                  | 2:50 |
| 10.   | Mouth To Mouth Nocturne                             | 2:14 |
| 11.   | Gotham City Boogie                                  | 2:02 |
| 12.   | Under The Top                                       | 5:42 |
| 13.   | Mr. E's Dance Card (Rhumba, Foxtrot, Waltz & Tango) | 3:21 |
| 14.   | Two-Face Three Step                                 | 2:20 |
| 15.   | Chase Blanc                                         | 1:23 |
| 16.   | Spank Me! Overture                                  | 2:46 |
| 17.   | Holy Rusted Metal                                   | 1:51 |
| 18.   | Batterdammerung                                     | 1:21 |
| 44:21 |                                                     |      |